# Beach Buggy

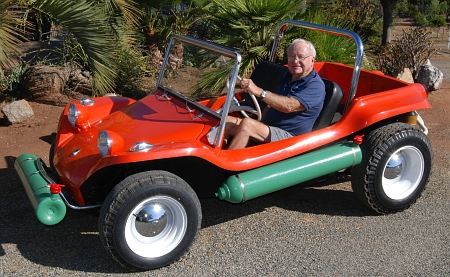
Bruce Meyer i det första tillverkade exemplaret av Meyers Manx.

Sandloppa, eller Beach Buggy, är en av de vanligaste byggsatsbilarna i Sverige. Basen är vanligen ett kortat chassi från en luftkyld Volkswagen typ 1 (Bubbla) eller en rörkonstruktion som sedan har fått en kaross i glasfiber. Endast äldre Volkswagen med torsionsfjädring fram kan användas, inte de senare modellerna med McPherson-fjädring.
En Volkswagen-baserad sandloppa räknas i Sverige som ett ombyggt fordon, förutsatt att bottenplattan inte har kortats med mer än 400 mm och att motoreffekten ej har ändrats. De flesta buggykarosser är olika varianter av Meyers Manx som tillverkades av Bruce Meyer i Kalifornien, USA åren 1963–1971.